# Andriamasinavalona
Andriamasinavalona, ook bekend als Andrianjakanavalondambo, was een Merina die koning was van het Koninkrijk Imerina in Madagaskar in de periode van circa 1675 tot 1710. 

## Regering
Andriamasinavalona leverde belangrijke bijdragen aan het sociaal, politiek en economisch erfgoed van Imerina. Hij breidde zijn koninkrijk uit en wist ook Ambohimanga in te nemen, een heuvel dat in 2001 op de Werelderfgoedlijst van de Unesco is opgenomen.

## Verdeling van het koninkrijk
Om het koninkrijk beter te kunnen verdedigen, verdeelde Andriamasinavalona Imerina in vier kleinere koninkrijken, die hij vervolgens toewees aan zijn vier favoriete zoons. Door onderlinge wedijver miste deze verdeling echter zijn doel en er braken roerige tijden aan.
Het oorspronkelijke koninkrijk Imerina werd als volgt verdeeld:
- Koninkrijk Ambohidratrimo, het westelijke koninkrijk, ging naar Andrianjakanavalonamandimby, Andriamasinavalona's oudste zoon;
- Koninkrijk Antananarivo, het zuidelijke koninkrijk, ging naar Andriantomponimerina;
- Koninkrijk Avaradrano met Ambohimanga als hoofdstad, ging naar Andriantsimitoviaminiandriana Andriandrazaka, de voortzetter van de dynastie;
- Koninkrijk Ambohidrabiby ging naar Adrianmanotronavalonimerina.[1]

## Overlijden
Andriamasinavalona stierf in 1710 nadat zijn vrouw Rasolomananambonitany hem per ongeluk uit zijn koninklijk bed stootte, die volgens de Merina-traditie op een verhoging stond. Na het overlijden van Andriamasinavalona ontstond een burgeroorlog tussen de vier versplinterde koninkrijken die 77 jaar lang zou duren.

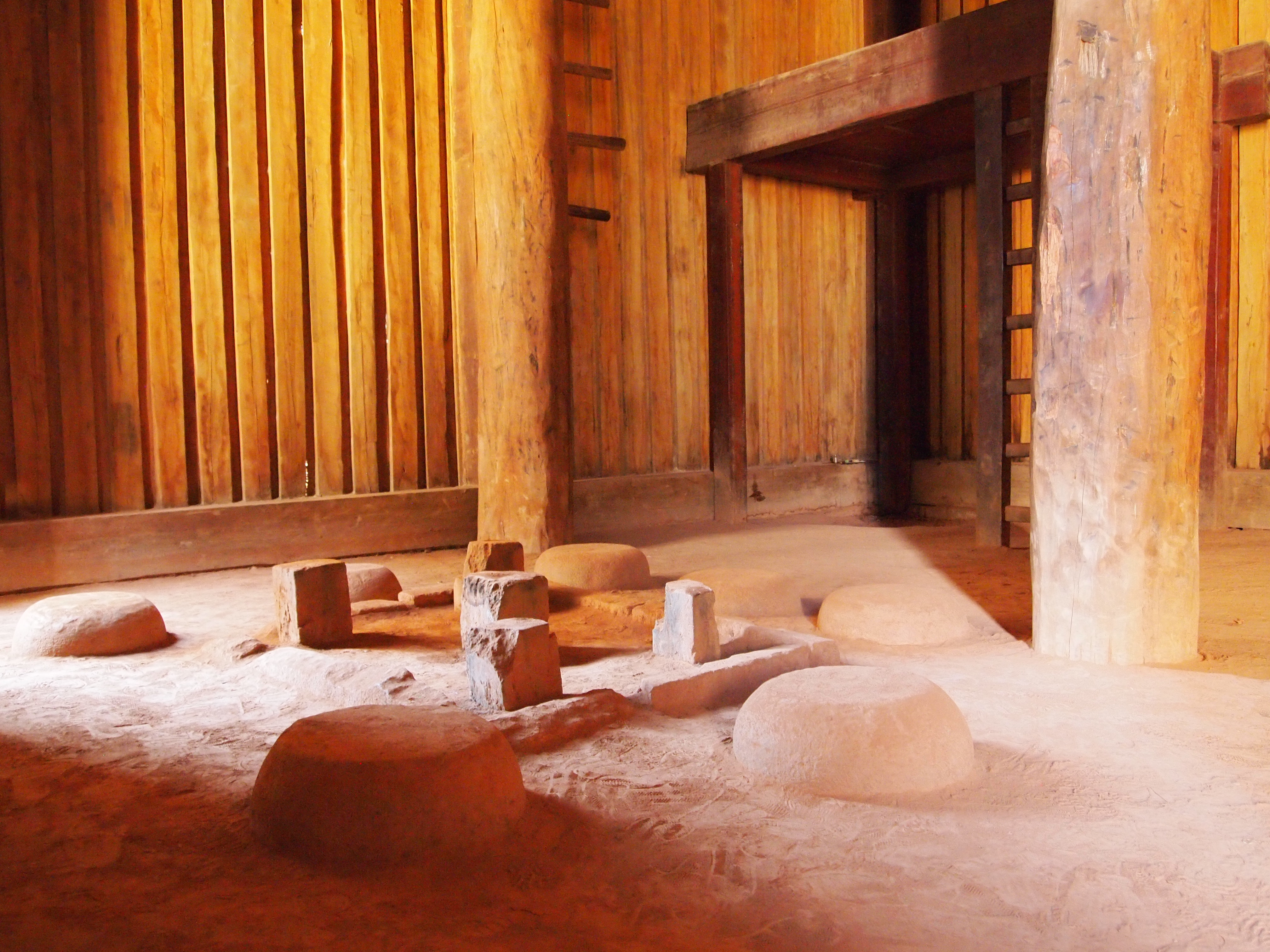
Gereconstrueerd interieur van Andriamasinavalona's paleis in de Rova van Antananarivo, met rechts het verhoogd bed